# Maksymilian Gierymski

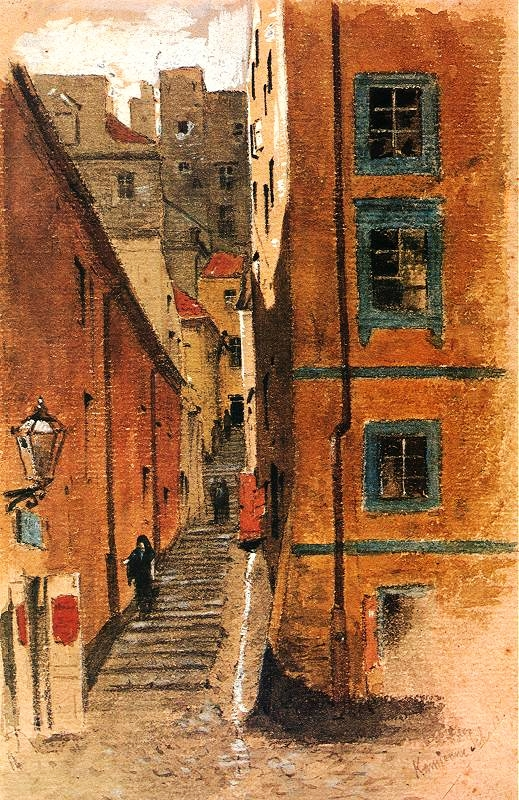
Strada scărilor de piatră din Varșovia, 1870 - 1872

Maksymilian Dionizy Gierymski (n. 9 octombrie 1846, Varșovia - d. 16 septembrie 1874, Bad Reichenhall) a fost un pictor polonez cofondator al mișcării realiste în pictura poloneză a secolului al XIX-lea, reprezentant de seamă a Academiei de Arte Frumoase din München și fratele mai mare al lui Aleksander Gierymski. A făcut parte din Grupul de la München.

## Biografie
Maksymilian Gierymski a fost fiul lui Iosif Gierymski, administrator al Spitalului Ujazdowski din Varșovia și al Julietei Kielichowskich. Studiile le începe la Liceul Real cu profil de matematică din Varșovia, cursuri pe care le termină în anul 1862, imediat înscriindu-se la Institutul Politehnic din Puławy. Concomitent, Maksymilian, ia lecții de pian, muzica fiind pasiunea vieții lui. La 17 ani participă la evenimentele Insurecției poloneze din ianuarie. În anul 1865 studiază la Școala de Desen din Varșovia. După doi ani, în 1867, câștigă o bursă de studii din partea guvernului, cu care urmează cursurile  Academiei de Arte Frumoase München. Împreună cu alți pictori polonezi înființează așa numitul Grup de la München. El a devenit unul dintre cei mai importanți pictori ai școlii realiste din München. În anul 1872 revine pentru scurt timp în țară și se îndrăgostește de Pauline Tomaszewicz, din păcate o dragoste neîmpărtășită. Primește o medalie cu ocazia Expoziției Internaționale de la Berlin în anul 1872. Participă la expoziții internaționale la München (1869) și Viena (1873). Vizitează Roma în 1873 și devine membru al Academiei de Arte Frumoase din Berlin în 1874. Moare de tuberculoză la vârsta de 28 de ani.

## Opera
Cea mai mare parte a operei sale a fost creată în perioada 1869 - 1874. El a pictat scene de luptă și de gen, scene de vânătoare din secolul al XVIII-lea în stilul rococo, episoade de luptă din insurecția poloneză și peisaje romantice din Mazovia și Podlasie (drumuri de țară, hanuri rurale și cabane). Maksymilian Gierymski a fost și ilustrator de carte. El a fost influențat de către Józef Chełmoński, Stanisław Witkiewicz și de către fratele lui Aleksander Gierymski.

## Lucrări cunoscute
- Pădure,  (1866)
- Peisaj cu vaci și un cal,  (1867)
- Întâlnire cu tătarii,  (1867)
- Artileristul rus,  (1867)
- Insurgenții în sat, (1867)
- Peisaj de toamna, (1868-1869)
- Peisaj de toamnă - Studiu,  (1868-1869)
- Râu,  (1868-1870)
- Peisaj la răsărit,  (1869)
- Husarii austrieci,  (1869)
- Patrulă poloneză,  (1869)
- Consilierul,  (1869)
- Insurgent,  (1869)
- Drumul,  (1870)
- Vânătoarea,  (1871)
- Peisaj de iarnă,  (1872)
- Patrula,  (1872)
- Patrula,  (1872-1873)
- Peisaj de primăvară,  (1872-1873)
- NOC (1872-1873)

## Galerie imagini

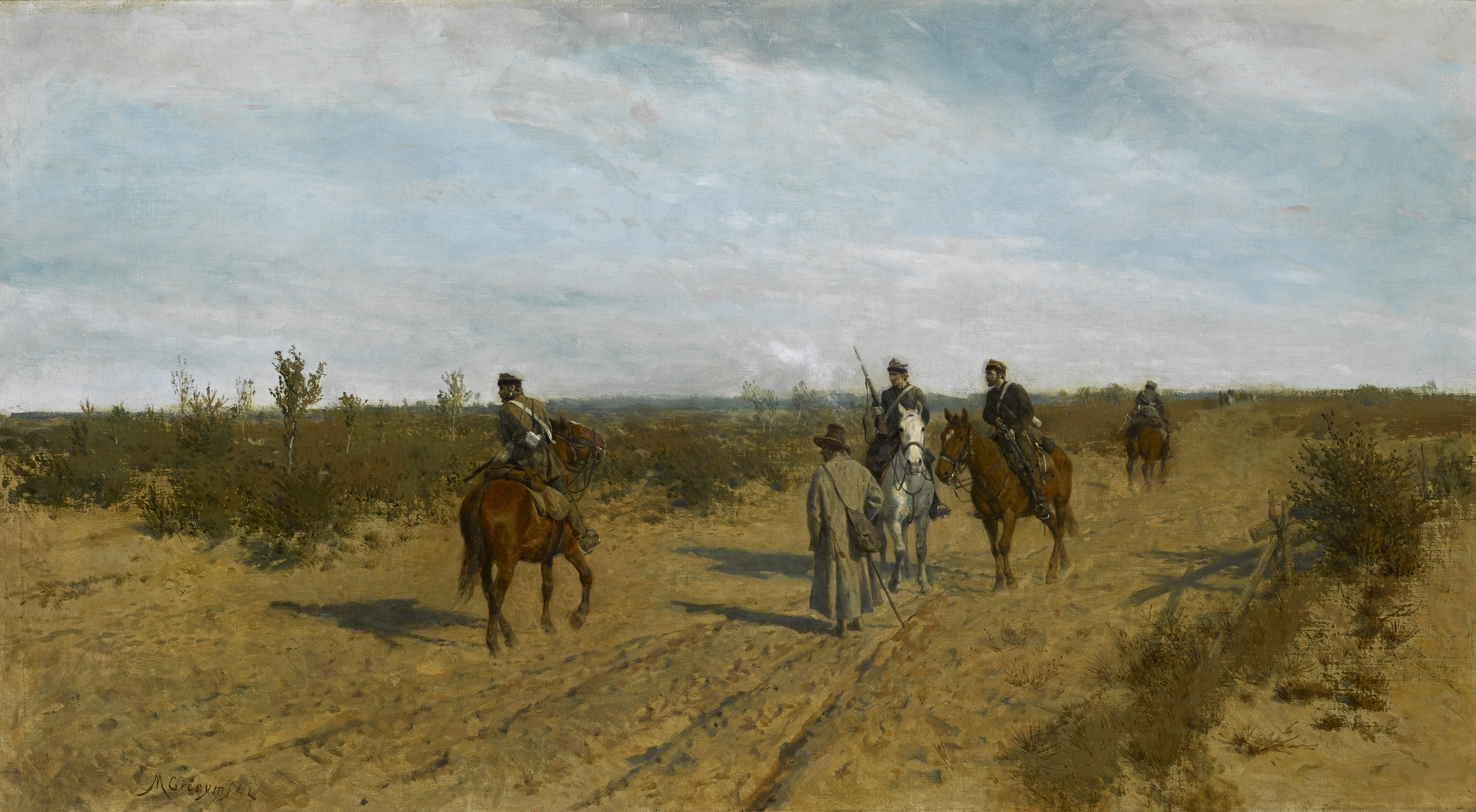
Patrulă, 1872
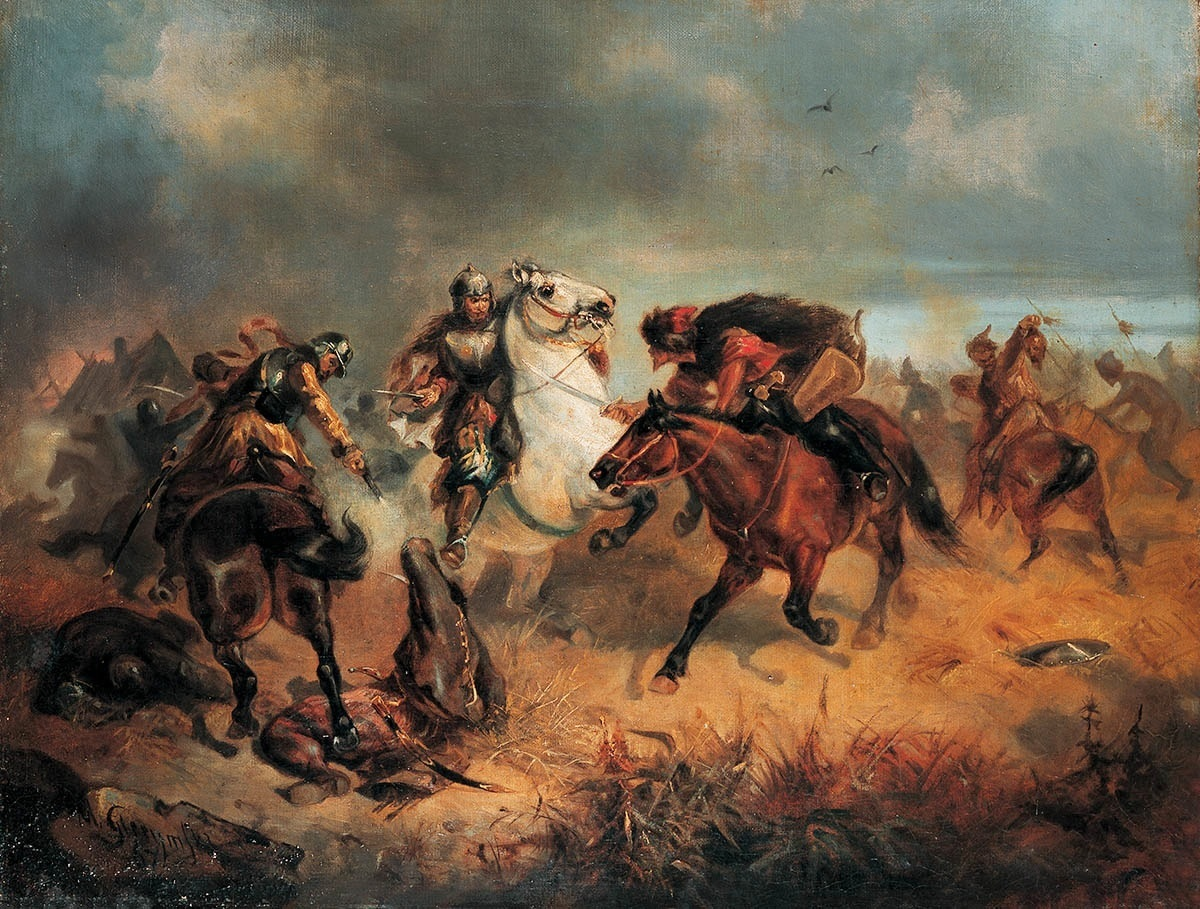
Lupta cu tătarii, 1867
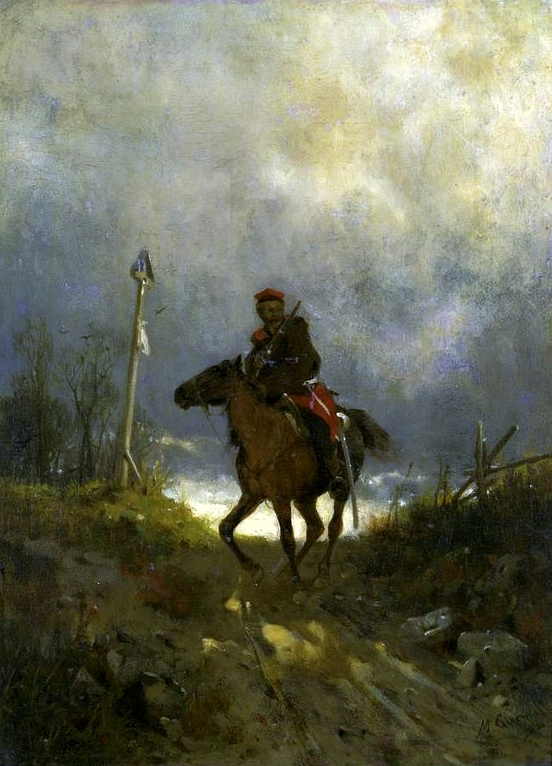
Insurgent 1863. 1869
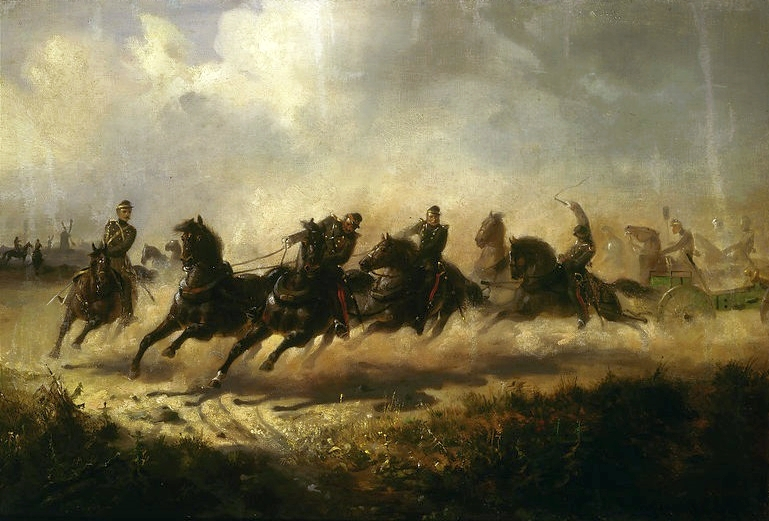
Şarjă a cavaleriei ruse, 1867